# Todiramphus australasia
El alción de la Sonda (Todiramphus australasia) es una especie de ave coraciforme de la familia Halcyonidae que vive en Indonesia y Timor Oriental.

## Distribución
Se extiende por algunas de las islas menores de la Sonda desde Lombok en dirección este hasta las islas Tanimbar.